# Vụ đánh bom Sana'a 2012
Một vụ đánh bom liều chết đã xảy ra vào ngày 21 tháng 5 năm 2012 nhằm vào binh lính tập luyện cho buổi diễu binh thường niên chào mừng Ngày Thống nhất tại Sana'a, Yemen. Lễ kỷ niệm này được tổ chức thường niên ngày 22 tháng 5, đánh dấu thống nhất giữa Bắc và Nam Yemen, thành Cộng hòa Yemen. Hậu quả vụ đánh bom đã làm 120 người chết, hàng trăm người bị thương. Đây là cuộc tấn công đẫm máu nhất trong lịch sử Yemen. Tổ chức khủng bố Al-Qaeda ở Bán đảo Ả Rập, đứng đầu là Ansar al-Sharia đã thừa nhận trách nhiệm cho vụ tấn công này.

## Hoàn cảnh
Vụ đánh bom diễn ra sau 10 ngày cuộc tấn công quân sự chống lại Al-Qaeda ở tỉnh miền nam bất ổn Abyan của Yemen, nơi mà AQIM (Al-Qaeda Organization in the Islamic Maghreb-Tổ chức Al-Qaeda ở Maghreb Hồi giáo) đã nắm quyền kiểm soát các thị xã, thành phố trong cuộc tấn công được phát động từ tháng 5 năm 2011. Theo các nhân chứng và quan chức Yemen, chính phủ đã tăng cường chống lại Al-Qaeda tại miền Nam Yemen, một tuần trước vụ đánh bom với sự tham gia của cả không quân và bộ binh làm hàng chục người chết, trong đó có cả dân thường.

## Diễn biến
Vụ đánh bom diễn ra tại Quảng trường Al-Sabin, gần phủ tổng thống Yemen, khi các binh sĩ đang xếp hàng trong một buổi tập diễu hành mừng Ngày Thống nhất sắp tới.

## Thủ phạm
Tổ chức khủng bố Al-Qaeda ở Bán đảo Ả Rập, đứng đầu là Ansar al-Sharia đã thừa nhận trách nhiệm vài giờ sau vụ tấn công này. Một phát ngôn viên của chúng cho biết đó là để trả đũa cho những bất công được thực hiện bởi các CSO: "Chúng tôi sẽ trả thù, theo ý Chúa, và ngọn lửa của chiến tranh sẽ tiếp cận với bạn ở khắp mọi nơi, và những gì đã xảy ra là bắt đầu của một dự án thánh chiến để bảo vệ danh dự và tính bất khả xâm phạm". Người đó cũng nói thêm rằng sẽ có thêm các cuộc tấn công nếu các cuộc tấn công của chính phủ không dừng lại ở Abyan.

## Kết quả
Cuộc diễu hành nhân ngày Thống nhất vẫn được tổ chức theo đúng lịch trình vào ngày hôm sau, Tổng thống Al-Hadi quan sát buổi lễ từ phía sau một hàng rào chống đạn.